# Øksfjord
Øksfjord (en sami septentrional: Ákšovuotna) és el centre administratiu del municipi de Loppa, al comtat de Finnmark, Noruega. Es troba a terra ferma, a uns 20 quilòmetres al nord-oest d'Øksfjordbotn, un altre poble de Loppa. Té una superfície de 0,33 quilòmetres quadrats i una població (2013) de 506 habitants, que li dona al poble una densitat de població de 1.533 habitants per quilòmetre quadrat.
El poble d'Øksfjord fou històricament un important poble pesquer regional que inclou una fàbrica de processament de peix i la fàbrica d'oli de peix. Les fàbriques s'han tancat des de la dècada de 1980, però des de llavors algunes granges de peixos han estat en ús. L'església principal de Loppa es troba a Øksfjord.
Øksfjord és visitat pel vaixell Hurtigruten diàriament, parant entre altres llocs a Hammerfest. Atès que la majoria dels pobles de Loppa són inaccessibles amb cotxe, Øksfjord és un important centre de transport amb connexions de ferri cotxe regulars a les àrees Nuvsvåg, Bergsfjord i Sor-Tverrfjord. També hi ha una connexió regular de ferri des d'Øksfjord al poble de Hasvik. La vila compta amb una botiga, un cafè i un bar.

## Clima
El clima d'Øksfjord està dominat per la temporada d'hivern, un període llarg, molt fred, amb pocs dies clars, i les precipitacions són abundants, sobretot a la tardor i l'hivern, que es donen sobretot en forma de neu, i la humitat és baixa. El clima es classifica a la classificació climàtica de Köppen com a "DFC". (continental sub-àrtic).
| Paràmetres climàtics mitjans de Øksfjord, Noruega | Paràmetres climàtics mitjans de Øksfjord, Noruega | Paràmetres climàtics mitjans de Øksfjord, Noruega | Paràmetres climàtics mitjans de Øksfjord, Noruega | Paràmetres climàtics mitjans de Øksfjord, Noruega | Paràmetres climàtics mitjans de Øksfjord, Noruega | Paràmetres climàtics mitjans de Øksfjord, Noruega | Paràmetres climàtics mitjans de Øksfjord, Noruega | Paràmetres climàtics mitjans de Øksfjord, Noruega | Paràmetres climàtics mitjans de Øksfjord, Noruega | Paràmetres climàtics mitjans de Øksfjord, Noruega | Paràmetres climàtics mitjans de Øksfjord, Noruega | Paràmetres climàtics mitjans de Øksfjord, Noruega | Paràmetres climàtics mitjans de Øksfjord, Noruega |
| Mes                                               | Gen.                                              | Feb.                                              | Mar.                                              | Abr.                                              | Mai.                                              | Jun.                                              | Jul.                                              | Ago.                                              | Set.                                              | Oct.                                              | Nov.                                              | Des.                                              | Anual                                             |
| ------------------------------------------------- | ------------------------------------------------- | ------------------------------------------------- | ------------------------------------------------- | ------------------------------------------------- | ------------------------------------------------- | ------------------------------------------------- | ------------------------------------------------- | ------------------------------------------------- | ------------------------------------------------- | ------------------------------------------------- | ------------------------------------------------- | ------------------------------------------------- | ------------------------------------------------- |
| Temperatura màxima registrada °C (°F)             | −2 (28,4)                                         | −2 (28,4)                                         | 0 (32)                                            | 3 (37,4)                                          | 8 (46,4)                                          | 13 (55,4)                                         | 16 (60,8)                                         | 14 (57,2)                                         | 10 (50)                                           | 5 (41)                                            | 1 (33,8)                                          | −1 (30,2)                                         | 5,4 (41,7)                                        |
| Temperatura diària màxima °C (°F)                 | −8 (17,6)                                         | −7 (19,4)                                         | −5 (23)                                           | −2 (28,4)                                         | 2 (35,6)                                          | 6 (42,8)                                          | 9 (48,2)                                          | 8 (46,4)                                          | 5 (41)                                            | 1 (33,8)                                          | −3 (26,6)                                         | −6 (21,2)                                         | 0 (32)                                            |
| Precipitació total mm (polzades)                  | 74 (2,9)                                          | 66 (2,6)                                          | 56 (2,2)                                          | 50 (2)                                            | 46 (1,8)                                          | 50 (2)                                            | 58 (2,3)                                          | 71 (2,8)                                          | 79 (3,1)                                          | 104 (4,1)                                         | 81 (3,2)                                          | 86 (3,4)                                          | 821 (32,3)                                        |
| Font: Weatherbase.com                             |                                                   |                                                   |                                                   |                                                   |                                                   |                                                   |                                                   |                                                   |                                                   |                                                   |                                                   |                                                   |                                                   |

## Referències

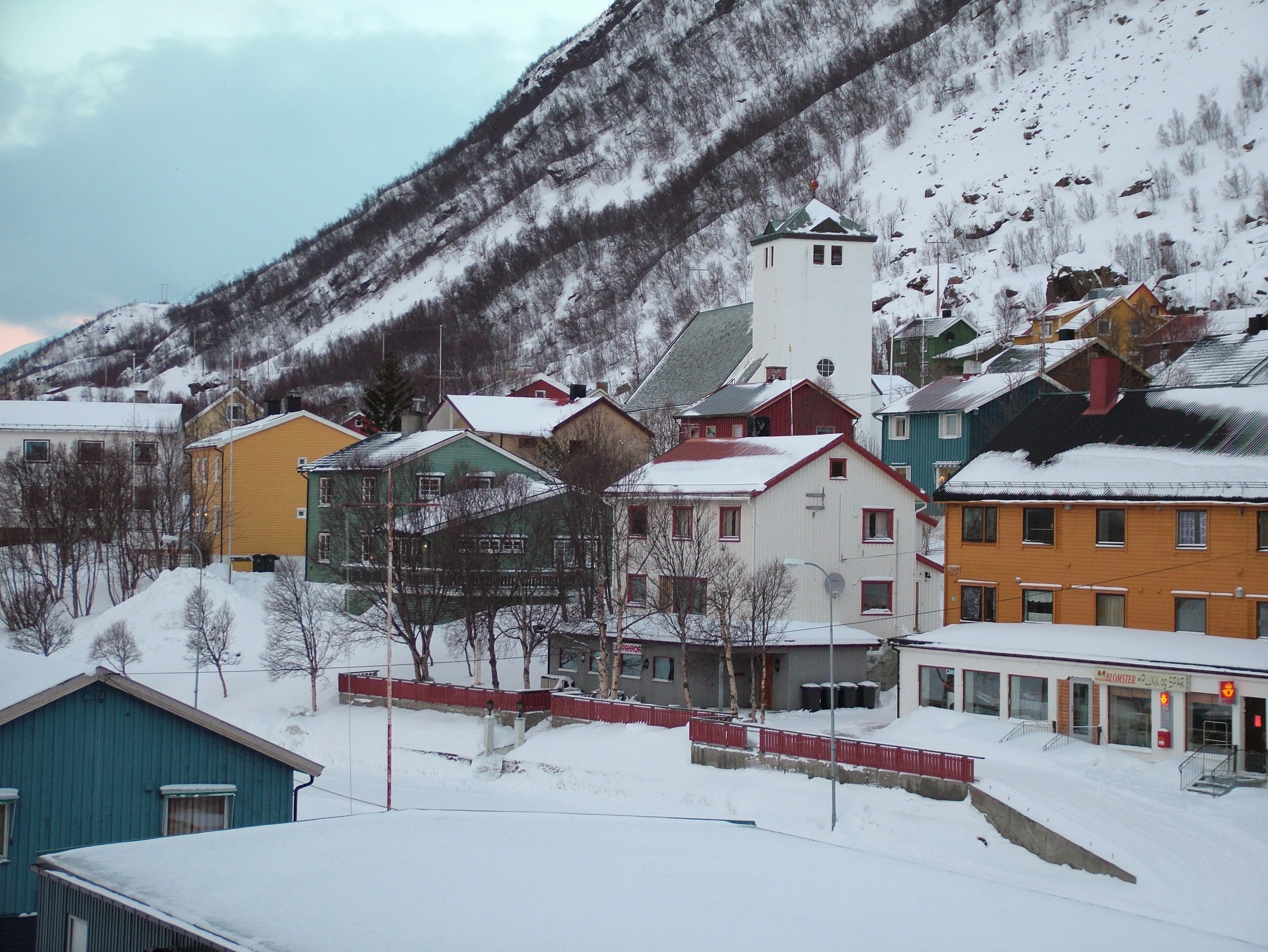
Vista de la vila a l'hivern
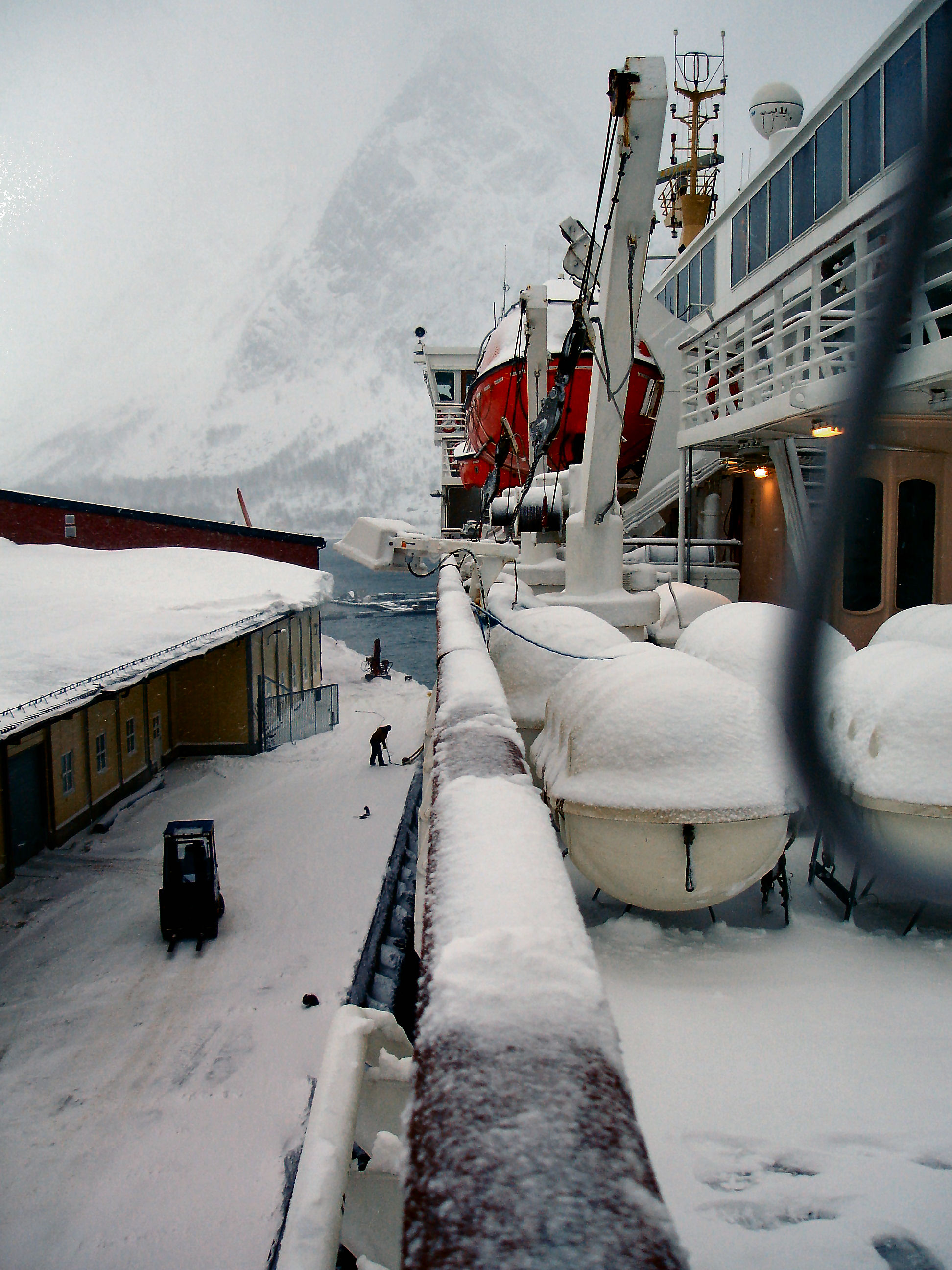
El vaixell Hurtigruten
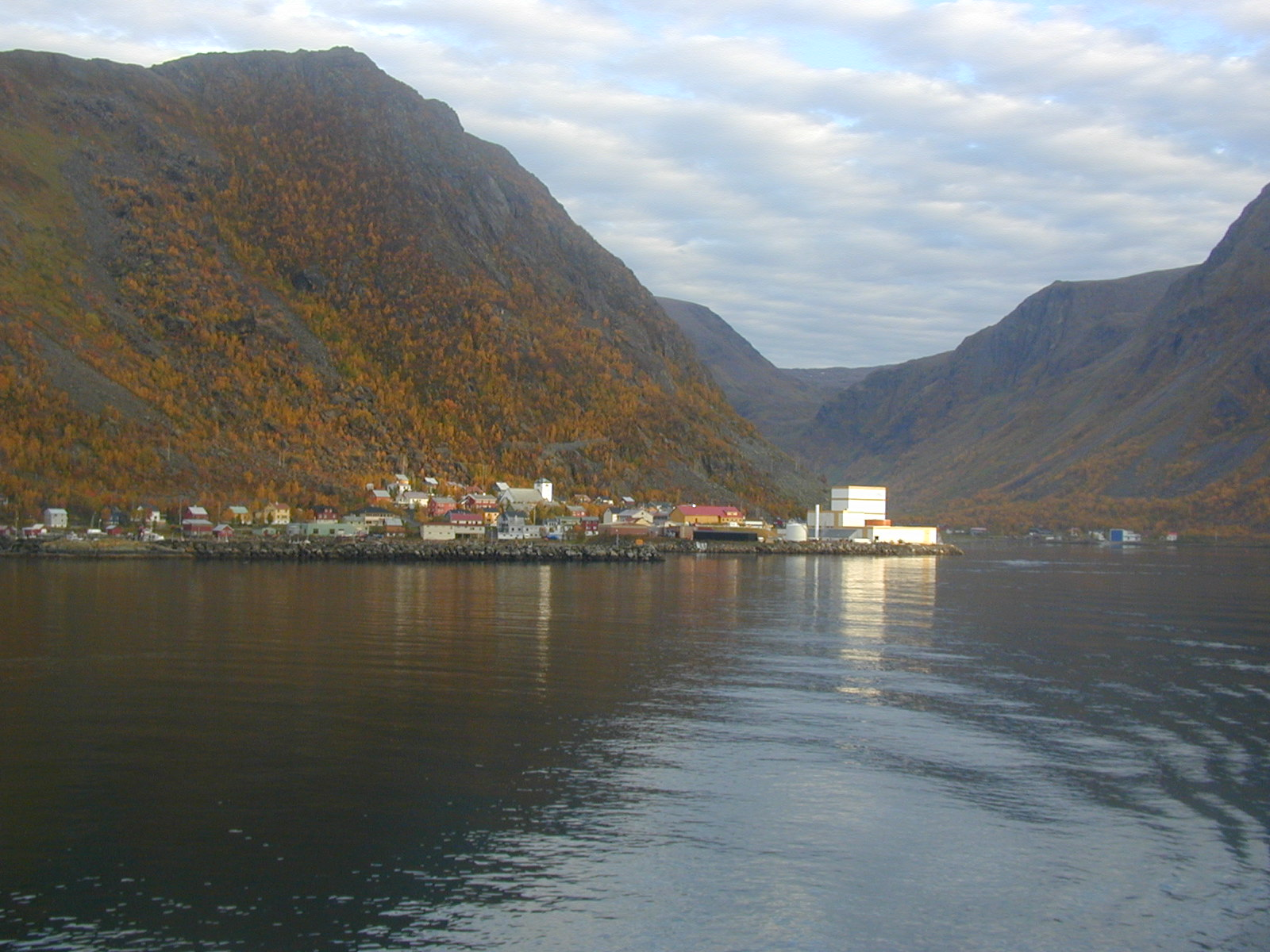
Vista de la vila a distància (tardor)
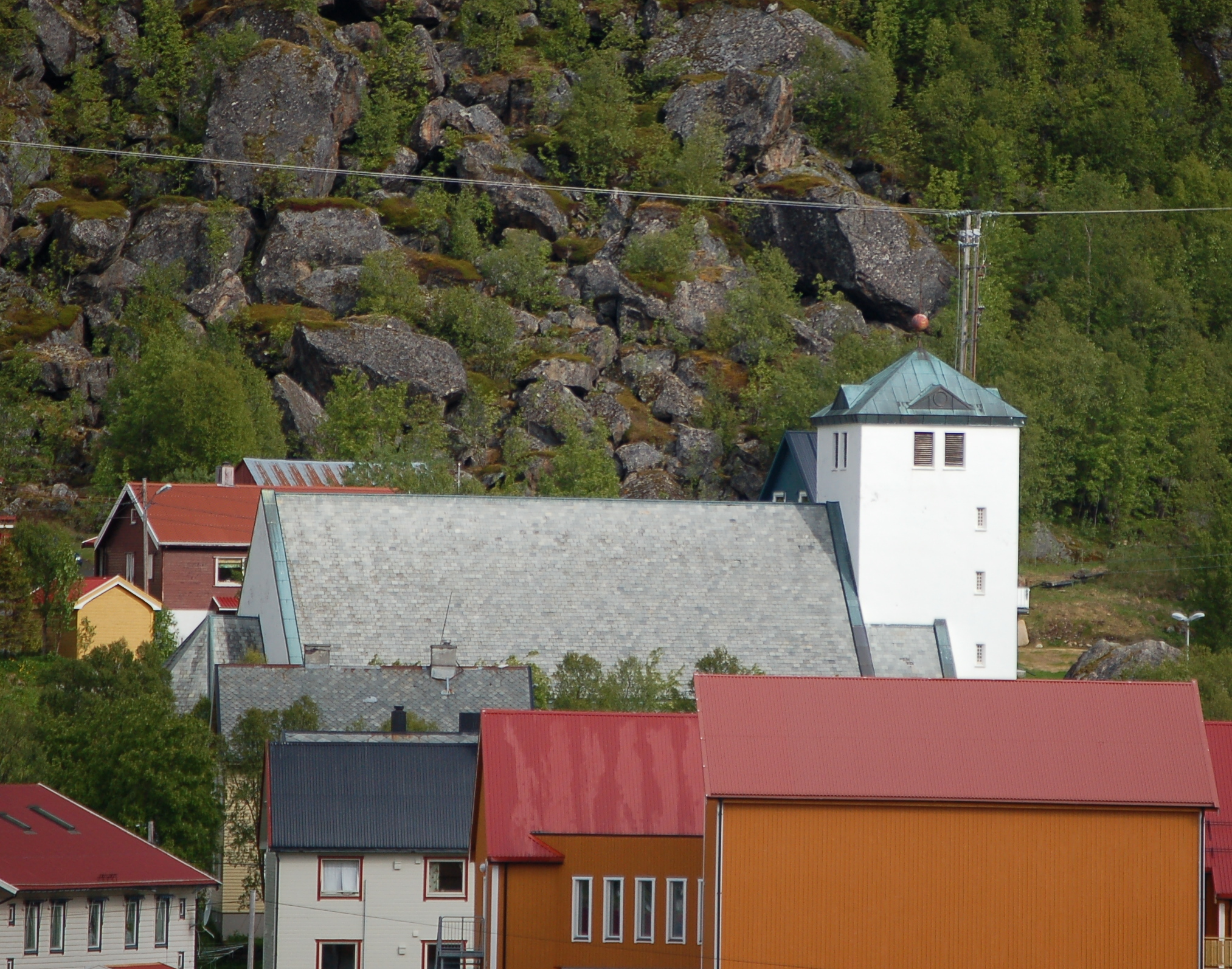
Vista de l'església del poble